# إدارة مستدامة للأراضي
تُشير الإدارة المستادمة للأراضي (بالإنجليزية: Sustainable land management)‏ إلى الممارسات والتكنولوجيات التي تهدف إلى دمج إدارة الأراضي والمياه والتنوع الحيوي والموارد البيئية الأخرى لتلبية الاحتياجات البشرية مع ضمان الاستدامة الطويلة الأجل لخدمات النظم البيئية وسُبل العيش. ويستخدم مصطلح الإدارة المستدامة للأراضي، على سبيل المثال، في التخطيط الإقليمي وحماية التربة أو البيئة، وكذلك في إدارة الممتلكات والعقارات.

## أمثلة
يعرّف البنك الدولي الإدارة المستدامة للأراضي بأنها عملية دائرة في بيئة مشحونة بين حماية البيئة والمطالبة بضمان خدمات النظام البيئي من ناحية. وتدور من ناحية أخرى حول إنتاجية الزراعة والحراجة فيما يتعلق بالنمو السكاني وزيادة الضغط في استخدام الأراضي.
«تُعرف الإدارة المستدامة للأراضي كإجراء قائم على المعرفة والذي يساعد على دمج إدارة كل من الأراضي والمياه والتنوع البيولوجي والبيئة (بما في ذلك العوامل الخارجية للمدخلات والمخرجات) لتلبية الطلب المتزايد على الأغذية والألياف مع الحفاظ على خدمات النظام البيئي وسبل العيش. الإدارة المستدامة للأراضي ضرورية لتلبية متطلبات تزايد عدد السكان. يمكن أن تؤدي الإدارة غير السليمة للأراضي إلى تدهور الأراضي والانخفاض الكبير في وظائف الإنتاج والخدمات (مجالات التنوع البيولوجي، وعلم المياه، وعزل الكربون) لمستجمعات المياه والأراضي الطبيعية».

- البنك العالمي
تطبق لجنة الأمم المتحدة الاقتصادية لأوروبا هذا المصطلح في سياق أوسع بكثير. فإلى جانب الزراعة والحراجة، تضمّ أيضًا قطاع استخراج المعادن وإدارة الممتلكات والعقارات.
إدارة الأراضي هي العملية التي يتحقق من خلالها استخدام موارد الأرض بشكل جيد. وتغطي جميع الأنشطة المعنية بإدارة الأراضي كمورد من منظور بيئي ومن منظور اقتصادي. يمكن أن تشمل الزراعة، واستخراج المعادن، وإدارة الممتلكات والعقارات، والتخطيط المادي للمدن والريف.
في سياق البرامج والسياسات الوطنية، يستخدم عدد قليل من الدول الأوروبية مصطلح «الإدارة المستدامة للأراضي». تجدر الإشارة هنا إلى أستراليا ونيوزيلندا، إذ اتفق البلدان على الإدارة المستدامة للأراضي فيما يتعلق بتغير المناخ كجزء من برامجهما الحكومية.

في السياق الأوروبي، يمكن استخدام تعريف «الشبكة الأوروبية لإدارة استخدام الأراضي للمدن الأوروبية المستدامة» كمرجع. وهو يشدد على التعاون بين التخصصات المتعددة في الإدارة المستدامة للأراضي:
نظرًا لأن الإدارة هي النشاط البشري الذي يعني عمل الأشخاص معًا بهدف تحقيق الأهداف المرجوة، فإن إدارة استخدام الأراضي هي عملية لإدارة استخدام الأراضي وتنميتها، وتُنسق فيها جوانب السياسة الحضرية المكانية، وقطاعية التوجه، والمؤقتة. تُستخدم موارد الأرض لأغراض مختلفة، الأمر الذي قد ينتج عنه صراعات وتنافسات، ويجب على إدارة استخدام الأراضي رؤية هذه الأغراض بطريقة متكاملة. لذلك، تغطي إدارة الأراضي النقاش حول المعايير والرؤى التي تدفع عملية وضع السياسات، والتخطيط القائم على القطاعات في كل من الفترات الزمنية الاستراتيجية والأكثر تنفيذية، والتكامل المكاني للقضايا القطاعية، وصنع القرار، وإعداد الميزانية، وتنفيذ الخطط والقرارات، ومراقبة النتائج وتقييم التأثيرات.

## أمثلة البحوث
منذ عام 2010، تمول وزارة التعليم والبحث الفيدرالية الألمانية برنامج بحث دولي حول «الإدارة المستدامة للأراضي». تبحث الوحدة أ من البرنامج في التفاعلات بين إدارة الأراضي، وتغير المناخ، وخدمات النظام البيئي. ويشمل البرنامج مشاريع تعمل في أمريكا الجنوبية وأفريقيا وأوروبا وآسيا الوسطى وجنوب آسيا. تسعى الوحدة ب إلى «حلول نظام مبتكرة» في 13 مشروعًا مع التركيز على أوروبا الوسطى.
علاوة على ذلك، تسعى مبادرة اقتصاديات تدهور الأراضي إلى إنشاء تحليل للتكاليف والفوائد على ممارسة الإدارة المستدامة للأراضي مع إبراز فوائدها الاقتصادية. سيمكّن هذا التحليل الاقتصادي صناع القرار من اتخاذ التدابير المناسبة لمكافحة تدهور الأراضي على الصعيد العالمي. بالإضافة إلى ذلك، تدعم المبادرة دراسات الحالة الإقليمية التي تركز على أفريقيا وآسيا الوسطى.